# 부여 흥학당
부여 흥학당(扶餘 興學堂)은 대한민국 충청남도 부여군에 있는, 조선시대 과천현감을 지낸 조태징 선생을 모시고 있는 건물이다. 1987년 8월 3일 충청남도의 유형문화재 제125호로 지정되었다.

## 참고 자료
- 흥학당 - 국가유산청 국가유산포털